# Arcidiecéze Spoleto-Norcia
Arcidiecéze Spoleto-Norcia (latinsky Archidioecesis Spoletana-Nursina) je římskokatolická nemetropolitní arcidiecéze v italské oblasti Umbrie, která je bezprostředně podřízena Sv. Stolci a zároveň je součásti Církevní oblasti Umbrie.

## Stručná historie
Biskupské sídlo ve Spoletu má velmi staré kořeny, tradice klade její vznik do 1. století, archeologicky je možné doložit ji až od 4. století. Roku 1821 byla povýšena na nemetropolitní arcidiecézi bezprostředně podřízenou Svatému Stolci.
Diecéze Norcia (Nursie) je doložena v 5. století, následně zanikla a v raném středověku bylo její území včleněno do spoletské diecéze. Z ní bylo vyčleněno v roce 1821 jako samostatná diecéze.
V roce 1972 byly obě diecéze sjednoceny in persona episcopi, roku 1986 byly diecéze plně spojeny.